# Golden Smog
Golden Smog is een hobbyproject van enkele muzikanten uit de alternatieve country- of americana-scene. Aangezien het om een aantal grote namen gaat, spreken mensen al van een americana-superband. Vergelijkingen met Buffalo Springfield en Crosby, Stills, Nash & Young worden vaak gemaakt.
De band kent wisselende bezettingen, met een aantal personen in de vaste basisopstelling: Jeff Tweedy (Wilco), Gary Louris, Marc Perlman (beiden bandlid van The Jayhawks). Dan Murphy (Soul Asylum) en Kraig Johnson (Run Westy Run). 
Op de eerste twee albums speelden de bandleden onder schuilnamen. De schuilnamen waren combinaties van een middle name en de naam van de straat waar het ouderlijk huis van het betreffende bandlid had gestaan. Oplettende luisteraars hadden echter al snel door dat het genoemde muzikanten waren. 

## Discografie
| Jaar | Titel                      | Label                |
| ---- | -------------------------- | -------------------- |
| 1992 | On Golden Smog             | Crackpot Records     |
| 1996 | Down By The Old Mainstream | Rykodisc             |
| 1998 | Weird Tales                | Rykodisc             |
| 2007 | Blood on the Slacks        | Lost Highway Records |